# Sint-Lambertuskerk (Maastricht)
De Sint-Lambertuskerk is een monumentaal kerkgebouw aan de rand van het centrum van de Nederlandse stad Maastricht. De voormalige Rooms-katholieke parochiekerk is vernoemd naar de van oorsprong Maastrichtse heilige Lambertus en doet thans dienst als woning, laboratoriumruimte en culturele ruimte. Sinds 1997 vormt de kerk, prominent gesitueerd aan het Koningin Emmaplein, samen met enkele bijgebouwen in de buurt Brusselsepoort een complex van vier rijksmonumenten.

## Geschiedenis

### Bouw
De kerk is gebouwd tussen 1913 en 1916, de eerste parochiekerk van Maastricht na de middeleeuwen en tevens de eerste kerk buiten de voormalige stadswal. Doordat Maastricht tot 1867 vestingstad was en door de in vergelijking met andere steden relatief trage bevolkingsgroei in de 19e eeuw, breidde de stad pas relatief laat uit in de voormalige gordel van vestingwerken. Vrijwel de gehele buurt Brusselsepoort werd gebouwd op de gesloopte buitenwerken van de Hoge Fronten. Hier bevinden zich tevens de "kazematten", een ondergronds netwerk van verdedigingsgangen en bomvrije ruimtes. Doordat deze niet opgevuld werden, bleef de ondergrond onstabiel, wat later op diverse plekken in de wijk - ook bij de Sint-Lambertuskerk - verzakkingen tot gevolg had. De Sint-Lambertuskerk werd gebouwd op een geëgaliseerd terrein aan het einde van de Brusselsestraat, waar voorheen de couvre-faces Raad van State en Louise hadden gelegen. Bouwpastoor was J.M. Souren en het ontwerp was van architect Hubert van Groenendael uit 's-Hertogenbosch. Aannemer W. Erven legde slechts de fundamenten aan; de verdere bouw werd in eigen beheer uitgevoerd. De eerstesteenlegging vond plaats door mgr. Menten op 3 mei 1914, enkele maanden voor het uitbreken van de Eerste Wereldoorlog. Mogelijk heeft het gebruik van minderwaardige bouwmaterialen door de oorlogsschaarste bijgedragen tot de latere bouwkundige problemen. De kerkdeuren werden gemaakt van het hout van een Duitse noodbrug over de Maas bij Lieze (Frans:Lixhe) (augustus 1914), dat bij Sint Pieter aanspoelde.

### Inwijding en gebruik

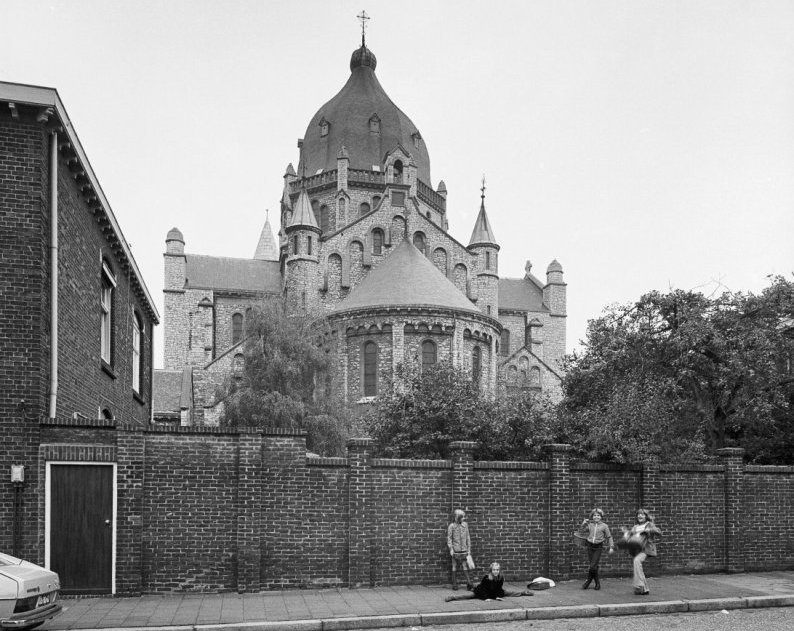
Achterzijde van de kerk in 1976. Links de pastorie

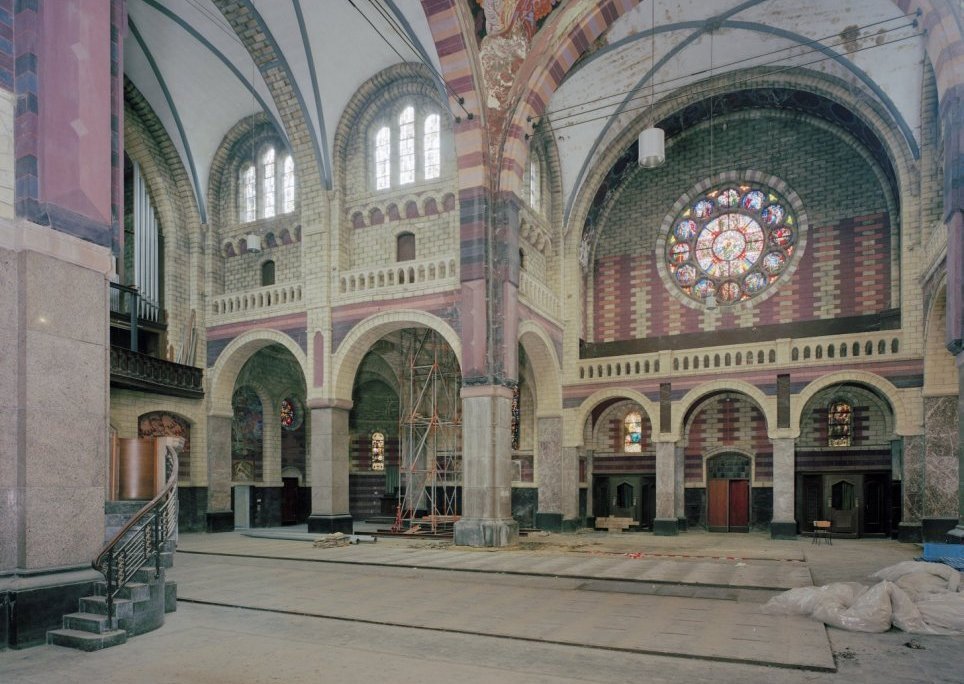
Interieur in 2006, vóór de restauratie

De Sint-Lambertusparochie was in 1910 ontstaan door afsplitsing van een deel van de Sint-Servaasparochie. In augustus 1911 werd ten noorden van de huidige kerk een noodkerk met pastorie en patronaatsgebouw in gebruik genomen. Hoewel de definitieve kerk al vanaf 1916 in gebruik was, werd ze pas op 9 en 10 september 1929 ingewijd door de bisschop van Roermond, mgr. Schrijnen. Pastoor Souren was in 1920 opgevolgd door J. van Aken en in 1922 door R. de Guasco. Deze laatste liet in 1924 drie luidklokken gieten bij de firma Eijsbouts in Asten (tijdens de Tweede Wereldoorlog geroofd en in de jaren 1950 vervangen). De opvolgers van De Guasco waren J. Ingendael (1930-38) en Leo Linssen (1938-46). Die laatste gold indertijd als de "kunstpaus van Limburg" en was medeoprichter van zowel de Jan van Eyck Academie als de Toneelacademie Maastricht. Direct na zijn benoeming in 1938 bestelde Linssen bij Edelsmidse Brom in Utrecht een kostbaar reliekschrijn in de vorm van een portretbuste van de heilige bisschop Lambertus, de patroonheilige van de kerk. Het relikwie van Lambertus werd door 2000 parochianen per trein in Luik opgehaald en in triomf naar de kerk gevoerd. Linssen was ook degene die opdracht gaf voor de meeste beeldhouwwerken, wand- en gewelfschilderingen en glas-in-loodramen in de kerk. Hij werd opgevolgd door H. Ramaekers (1946-53), J. Geurts en L. Dirix. De Sint-Lambertusparochie was tot de jaren 1970 een van de volkrijkste en actiefste van Maastricht.

### Verzakkingen
Al kort na de oplevering in 1916 waren er scheuren te zien, waarvan de directe oorzaak niet kon worden vastgesteld. In de jaren 1930 werd pastoor Ingendael geconfronteerd met loslatend pleisterwerk, als gevolg van scheuren en verzakkingen. Omstreeks 1940 werd dit hersteld. Vanaf 1970 traden echter opnieuw verzakkingen op van het fundament en ontstonden er scheuren in het koepelgewelf, waardoor de kerk van 1976 tot 1978 wegens instortingsgevaar gesloten werd. De restauratie, waarbij een staalconstructie ter versteviging werd aangebracht en tevens het dak werd gerepareerd, kostte ruim 1 miljoen gulden. De problemen bleven echter voortbestaan en in 1985 werd de kerk definitief buiten gebruik gesteld. In 2009 verkeerde de kerk in zodanig slechte staat dat gevreesd werd dat afbraak de enige oplossing was.

### Restauratie, hergebruik
Om sloop te voorkomen werd de kerk als monument voorgedragen (1997) en werd een nieuwe bestemming gezocht. Het bisdom Roermond verkocht de kerk aan woningbouwvereniging Servatius. Deze liet onderzoek verrichten naar de verzakkingen, waarbij onder andere gebruik werd gemaakt van een verslag van een bouwvakker uit de bouwperiode en de dagboekverslagen van diverse pastoors. Verder werden metingen verricht met behulp van laserscantechnieken. Er werden verschillende plannen ingediend voor hergebruik van de kerk, onder andere als urnenbegraafplaats en als hoofdkantoor van Servatius. Deze plannen gingen niet door, mede door de kredietcrisis van 2007-11 en het debacle van de Calatrava-campus in 2009.
In diezelfde periode werden om diverse redenen meerdere subsidieaanvragen voor restauratie door de Rijksdienst voor het Cultureel Erfgoed afgewezen, vooral vanwege de te hoge kosten. In 2009 stelde het rijk alsnog 3,8 miljoen euro ter beschikking, als onderdeel van een pakket maatregelen om de kredietcrisis te bestrijden. De grondige restauratie onder leiding van architectenbureau Boosten Rats startte begin 2010 en duurde tot november 2012.
In 2016 kreeg de kerk een nieuwe, particuliere eigenaar, die het interieur liet verbouwen en er een woonhuis, een onderzoekscentrum met laboratoria en een semi-openbare zaal voor culturele activiteiten in liet onderbrengen. Het laboratorium is thans verhuurd aan het Maastrichtse bedrijf Synapse.

## Architectuur

### Exterieur kerk
De Sint-Lambertuskerk is ontworpen door J.H.H. van Groenendael in een combinatie van neoromaanse en Neo-Byzantijnse architectuur. Het gebouw heeft een kruisvormige plattegrond en is niet georiënteerd (het koor is gericht naar het noordwesten). De kerk is grotendeels opgetrokken uit Kunradersteen, een vrij ruwe soort Limburgse mergel. De hoofdingang bevindt zich aan de zuidoostzijde van de kerk, geflankeerd door twee torens. Elders bevinden zich drie kleinere torens. Boven het portaal met beeldhouwwerk van Wim van Hoorn bevindt zich een roosvenster. Boven de viering van de kerk torent de 43 meter hoge, uivormige koepel, die door vier granieten pijlers wordt gedragen. Door deze koepel en de torens wordt de kerk ook wel de Maastrichtse Sacré-Cœur genoemd. De kerk vormt door zijn markante ligging in de zichtas van de Brusselsestraat, Statensingel en Hertogsingel een herkenbaar onderdeel van het silhouet van Maastricht.

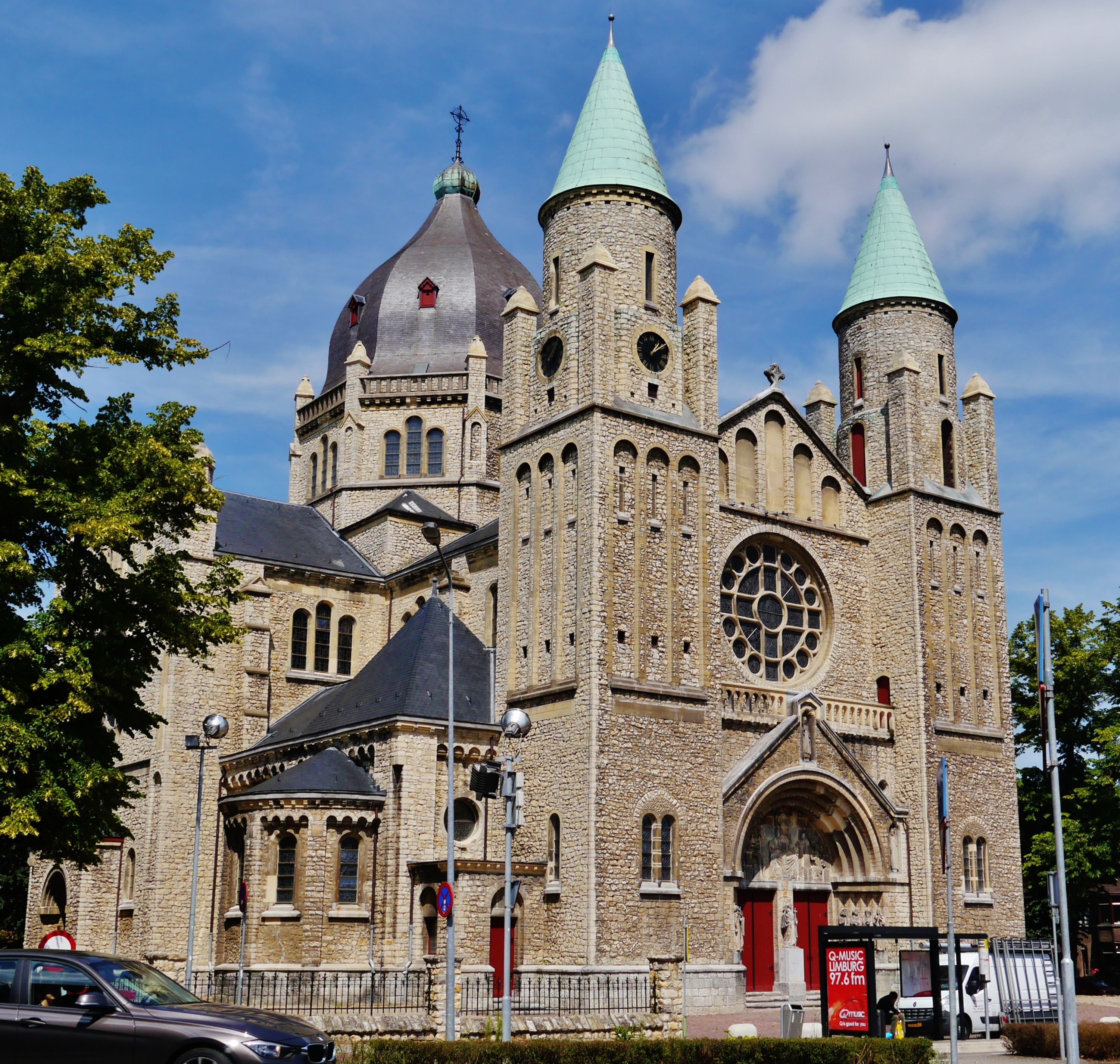
Overzicht zuidzijde
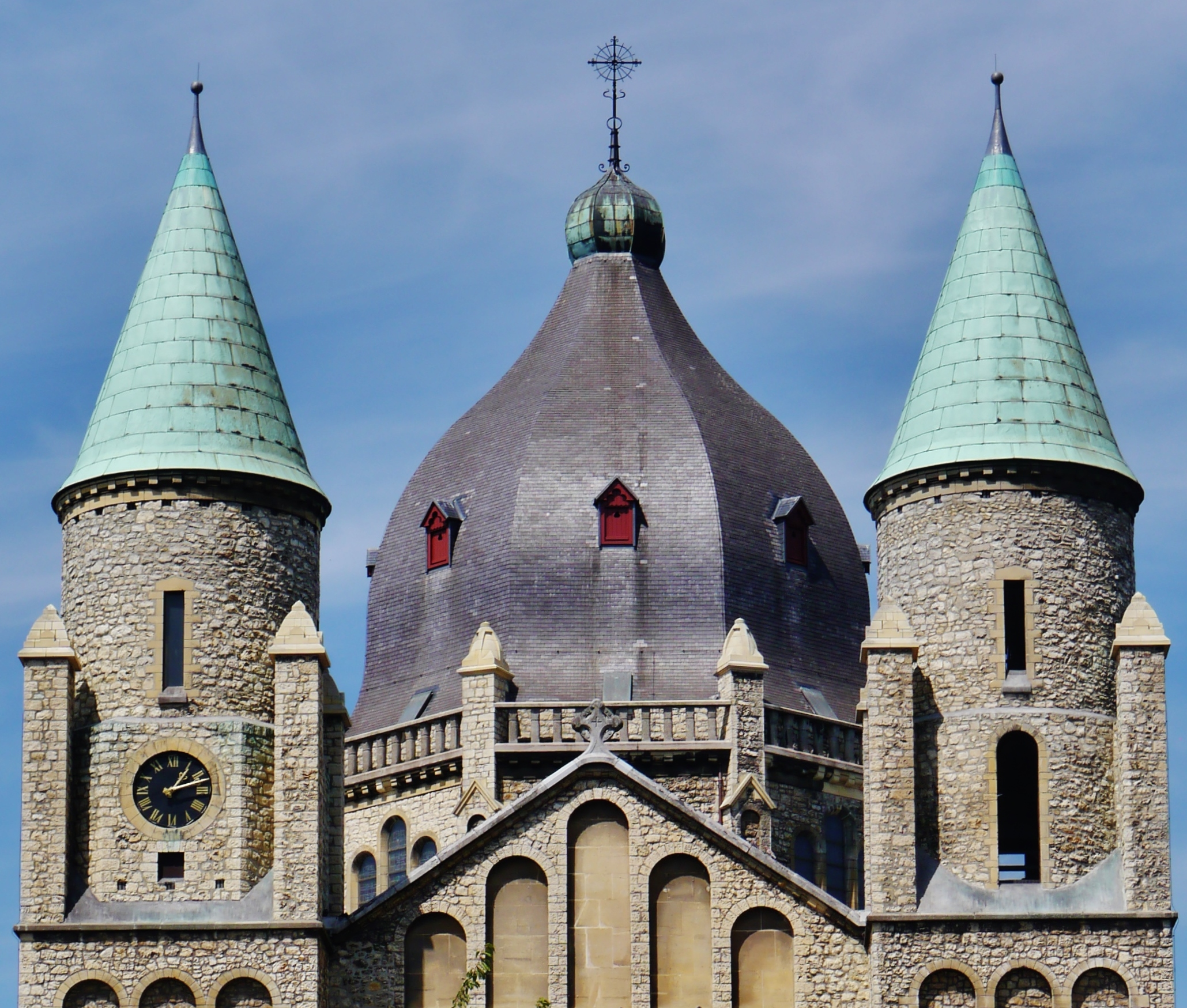
Koepel en hoofdtorens
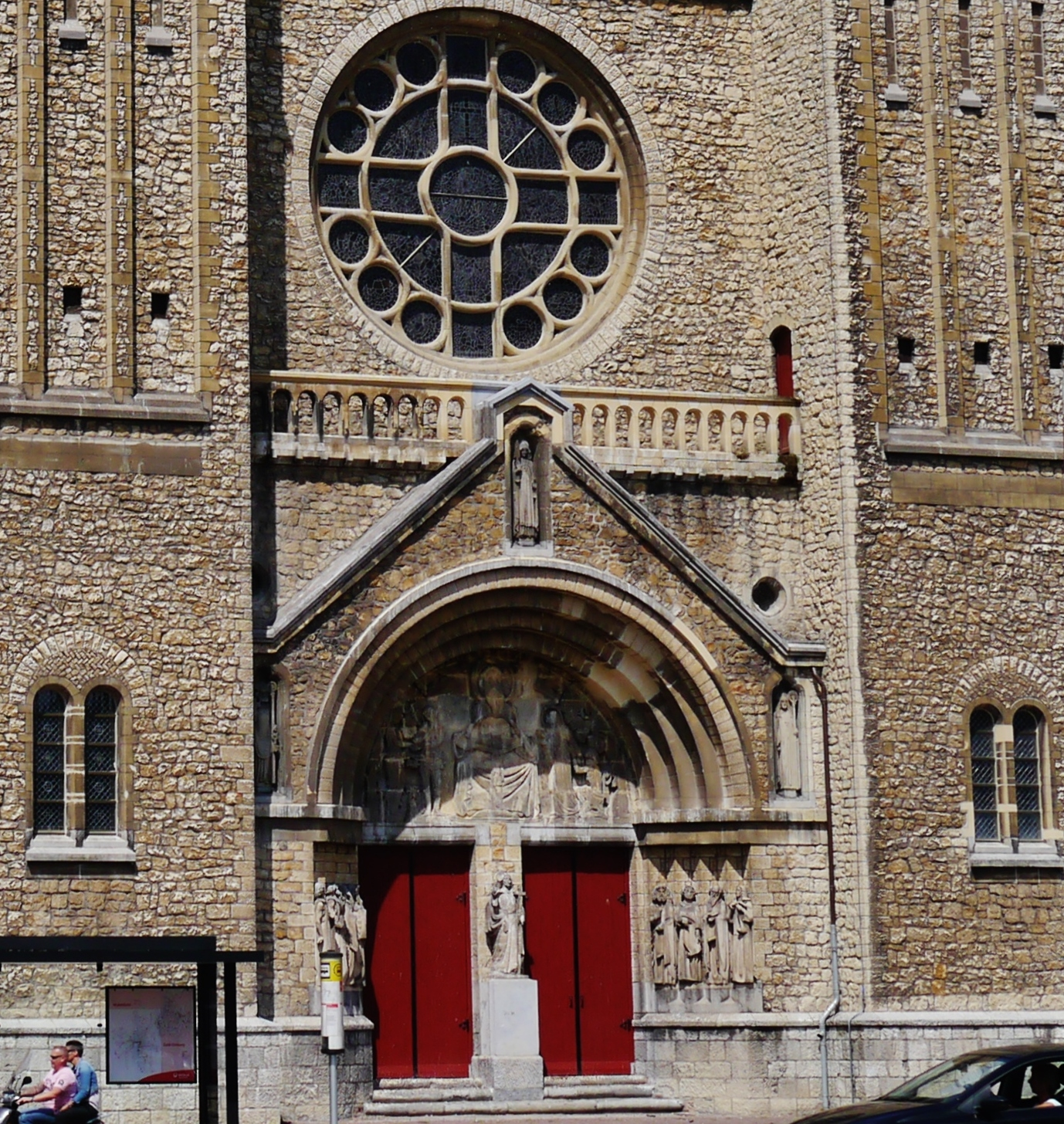
Westfaçade en entree
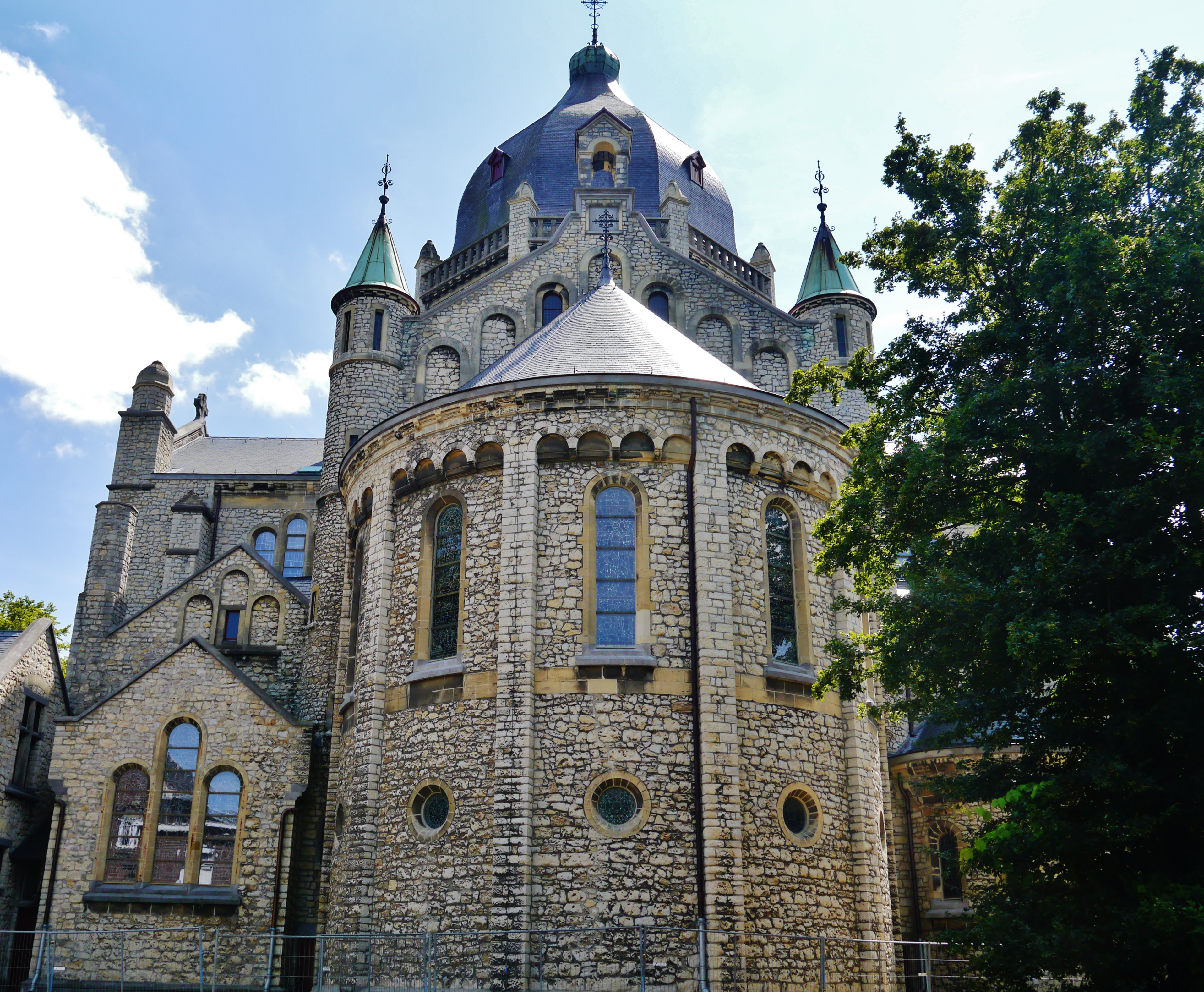
Koorzijde

### Interieur kerk
De kerk maakt door zijn ruimtelijkheid en hoge gewelven een overweldigende indruk. De gewelfschilderingen zijn gemaakt door de Benedictijner monnik François Mes. De kruiswegstaties zijn van de hand van Jan Grégoire en de gebrandschilderde ramen van onder andere Henri Jonas en Joep Nicolas. Het roosvenster van Oidtmann uit Linnich (D.) werd in 1927 geplaatst.

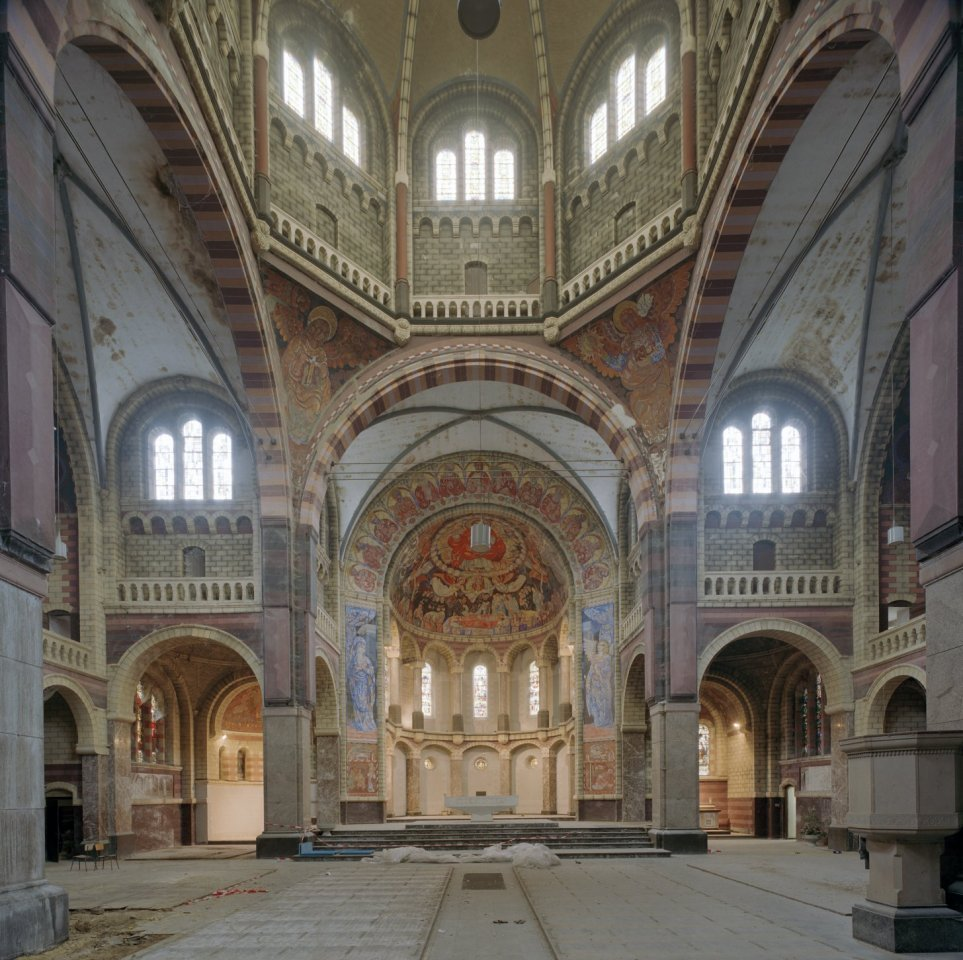
Interieur naar het koor
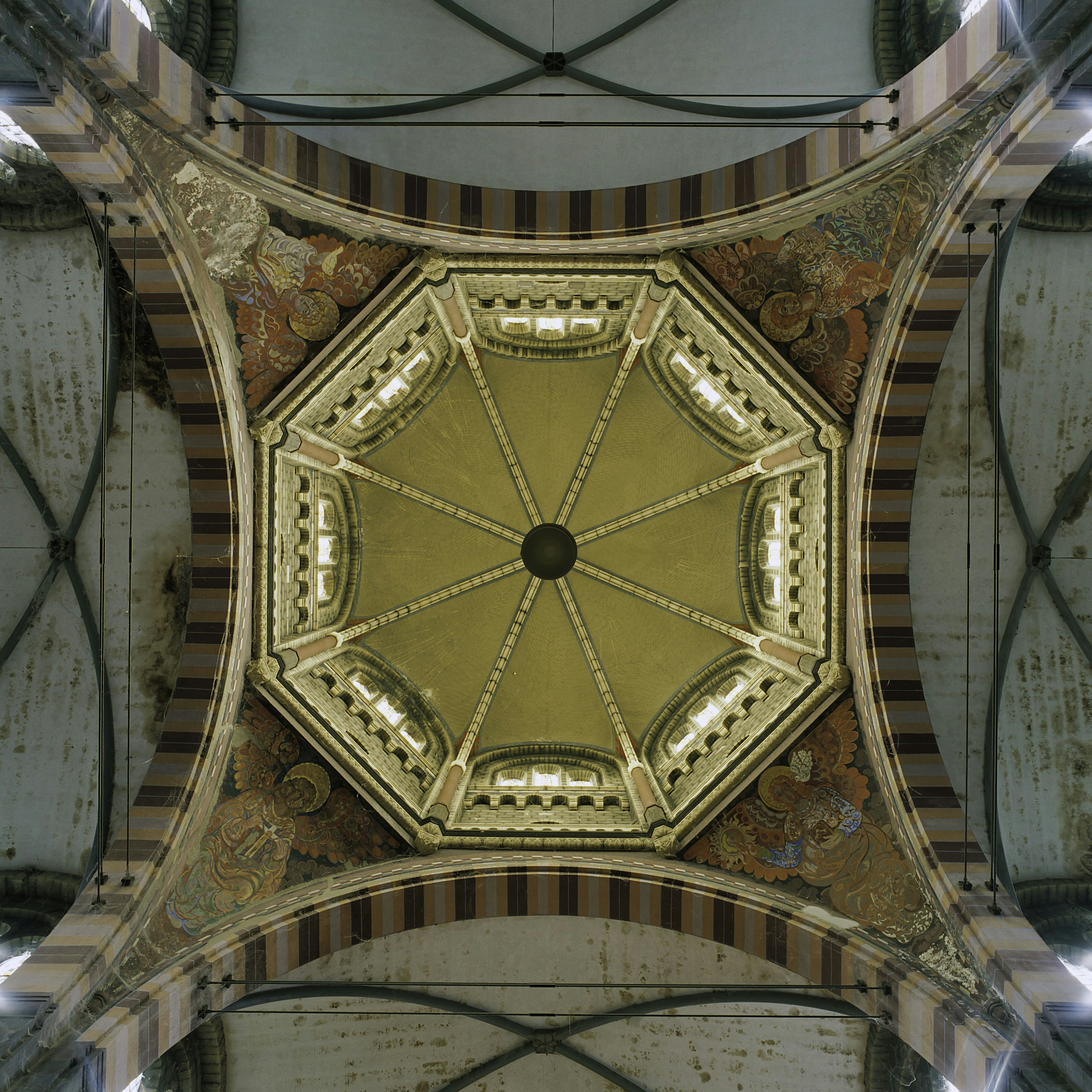
Koepel
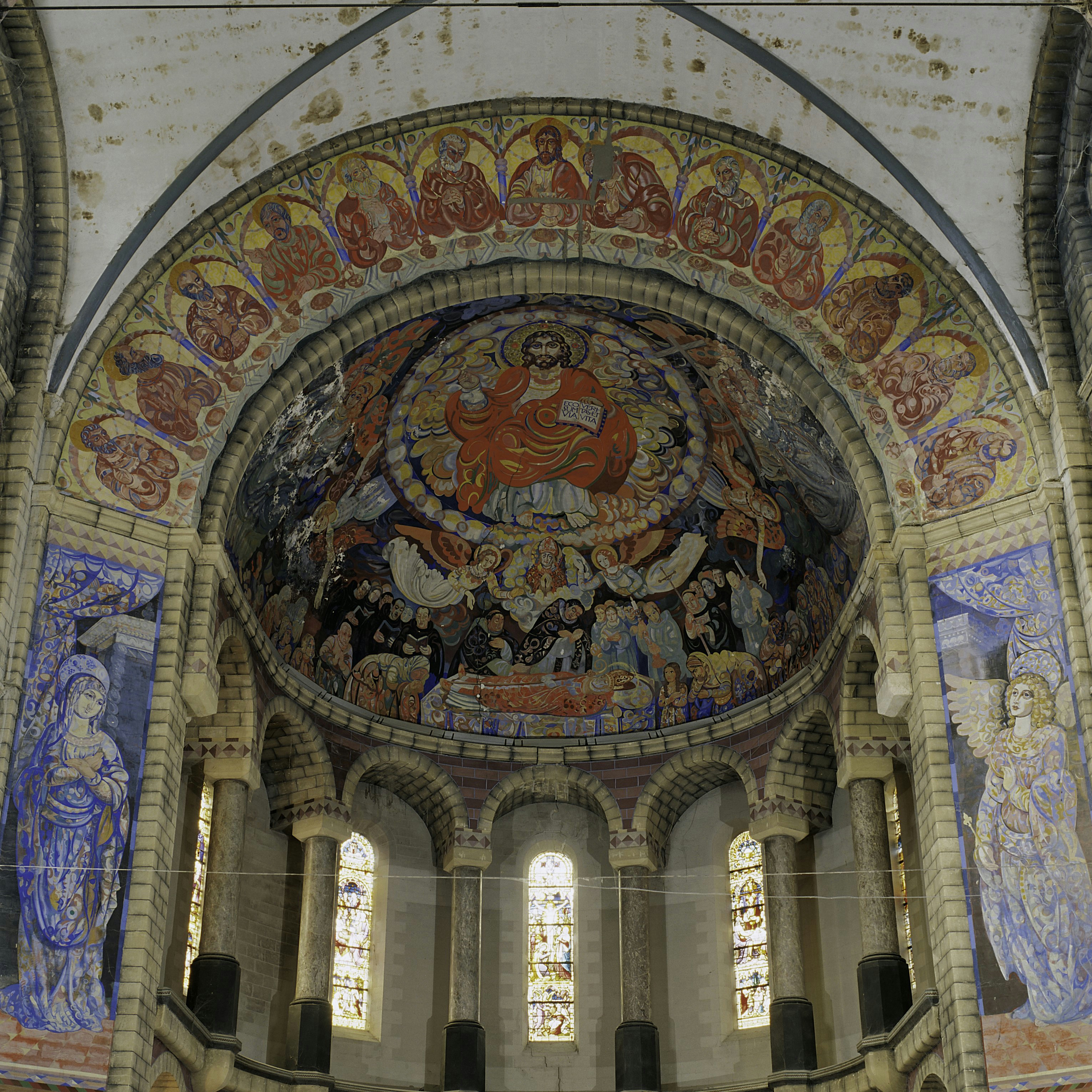
Triomfboog en koorgewelf
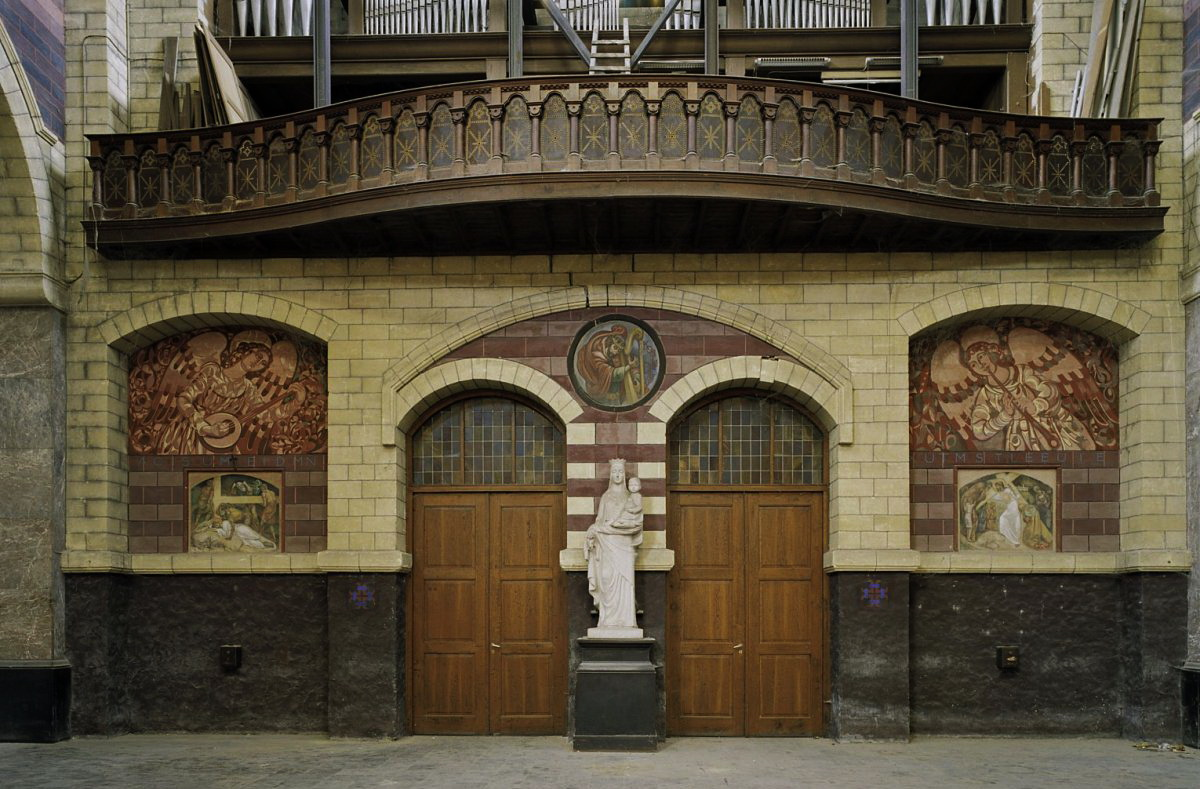
Hoofdingang

### Bijgebouwen
Naast de kerk zelf, genieten ook enkele andere gebouwen van de voormalige Sint-Lambertusparochie bescherming als rijksmonument, deels vanwege de eigen architectonische kwaliteit, deels vanwege de situering binnen het ensemble van religieuze bouwwerken. Tot dit ensemble behoren de pastorie (Pastoor Habetsstraat 48), de dubbele kapelanie (Sint Odastraat 1) en de nieuwe kapelanie (Sint Odastraat 2). De pastorie uit 1911 werd tegelijk met de noodkerk in gebruik genomen. In 1916 werd het bakstenen gebouw uitgebreid, waardoor het een L-vormige plattegrond kreeg. De dubbele kapelanie van de Sint-Lambertusparochie uit 1925-26 is ontworpen door J.H.H. van Groenendael en, evenals de kerk, grotendeels opgetrokken uit streekgebonden Kunradersteen. De kapelanie uit 1930-31 is gebouwd in zakelijk expressionistische stijl naar een ontwerp van architect A. Swinkels. Opvallend zijn het hoge schilddak, de brede daklijst en de ranke schoorsteen. De voormalige noodkerk en patronaatsgebouw, later verbouwd tot kleuterschool, thans scoutinggebouw en bidkapel, is een gemeentelijk monument (Sint Odastraat 4 / Victor de Stuersstraat 15-17).

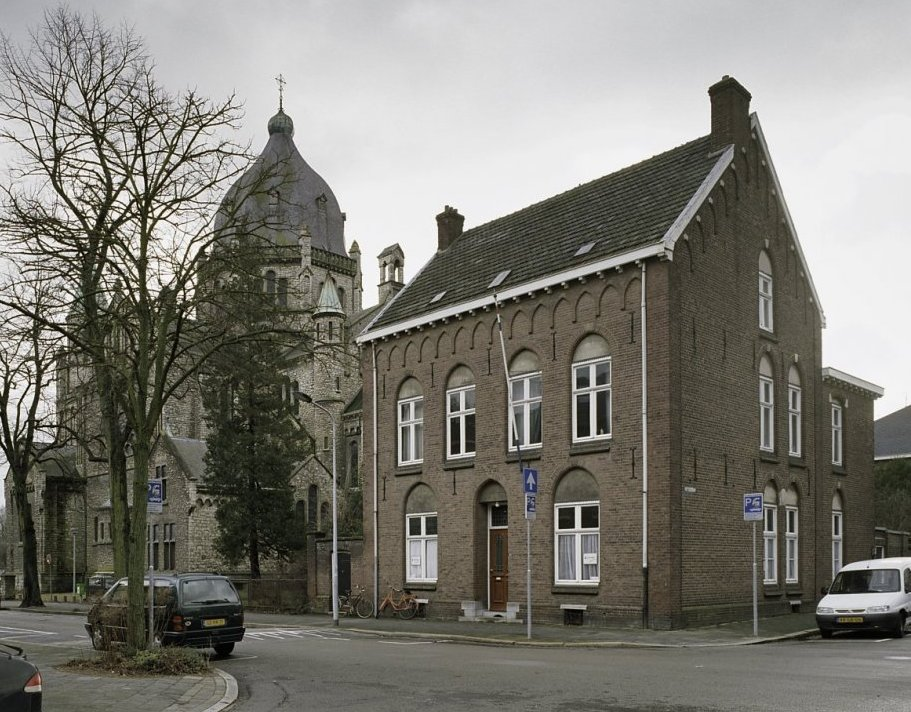
Kerk en pastorie
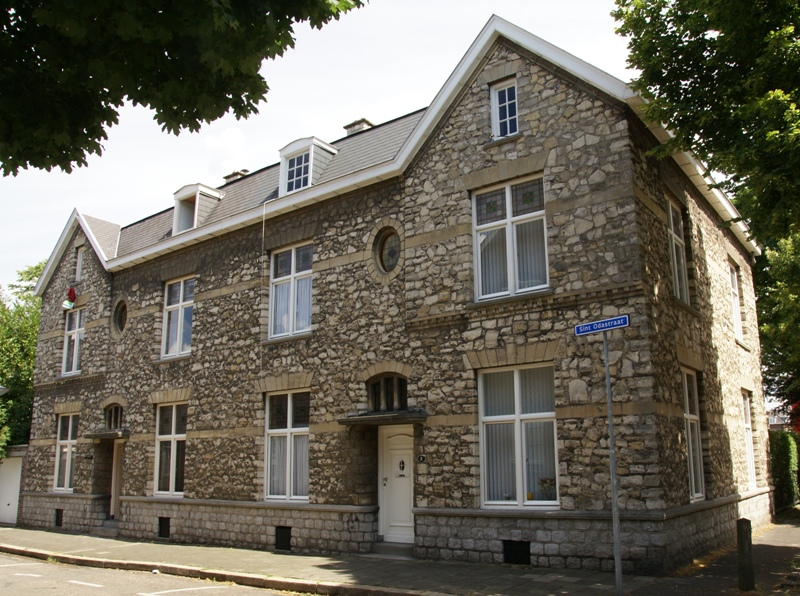
Dubbele kapelanie
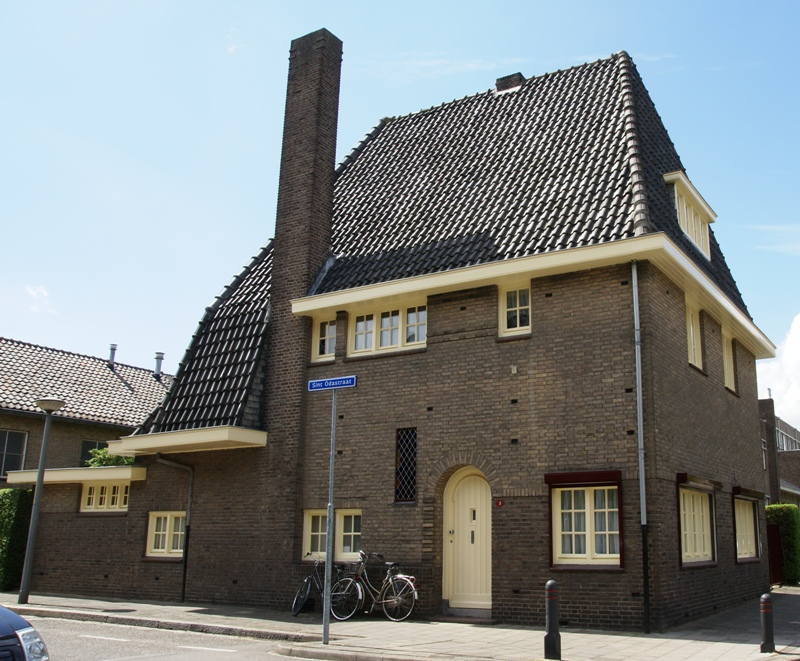
Nieuwe kapelanie
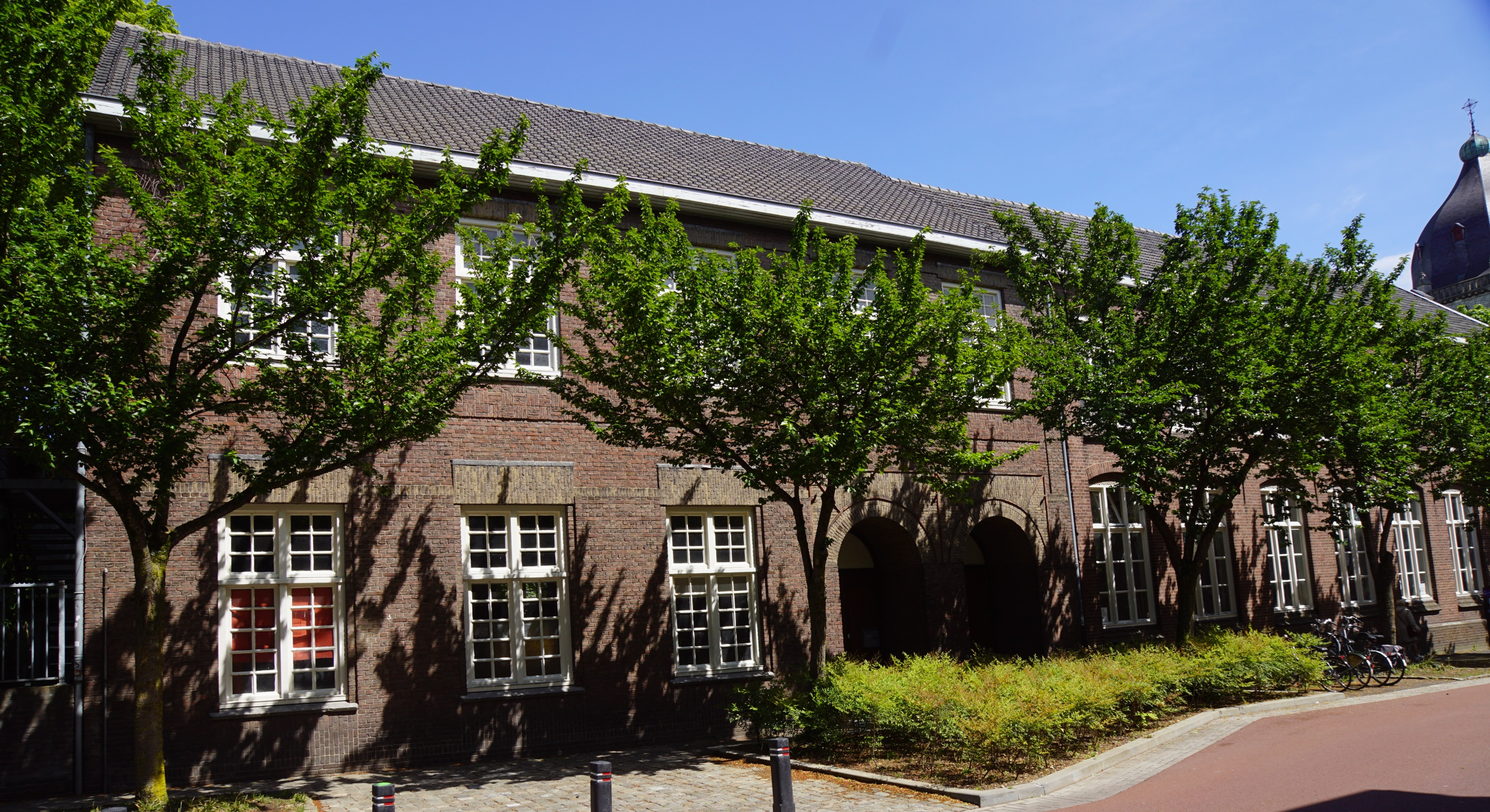
Patronaatsgebouw

## Varia
- In 2020 gaf het Maastrichtse architectuurcentrum TOPOS het boek Mijn favoriete gebouw in Maastricht en omgeving uit. Daarin lichtten bekende en minder bekende Maastrichtenaren hun keuze voor een bepaald gebouw toe. Harry Welters, emeritus hoogleraar aan de Erasmus Universiteit Rotterdam, koos voor de Sint-Lambertuskerk, waar hij als kind ter kerke ging en die hij "Maastrichts eigen Sacré-Coeur" noemde. Hij motiveerde zijn keuze als volgt: "Het beste dat de Lambertuskerk is overkomen, is misschien wel zijn markante ligging in de zichtas van de Brusselsestraat, de Hertogsingel en de Statensingel. Een opmerkelijke ligging die in Maastricht aan weinig gebouwen toebedeeld is."[16]

* betekent: niet langer in gebruik voor religieuze doeleinden; ** betekent: (deels) gesloopt, verdwenen